# Tomasz Szymkowicz Szkliński
Tomasz Szymkowicz Szkliński (Szkleński) herbu Kościesza (zm. w 1628 roku) – rotmistrz sowity województwa kijowskiego w latach 1619 i 1620, starosta zygwulski w latach 1614–1623, podstarości białocerkiewski w latach 1618–1624.
Poseł kijowski na sejmie 1619 roku. W 1620 roku otrzymał królewszczyznę Tarborówka, wydzieloną ze starostwa białocerkiewskiego. Dowódca własnego oddziału w czasie kampanii kozackiej 1625 roku.
Deputat na Trybunał Główny Koronny z województwa wołyńskiego w 1623 roku.